# Lynn Varley
Lynn Varley (...) è una disegnatrice e sceneggiatrice statunitense, nota per la sua collaborazione con il marito Frank Miller.

## Biografia
Lynn Varley ha esordito su Batman Annual #8 (1982), scritto da Mike W. Barr.
Varley ha colorato per Ronin (1984), una serie a fumetto di sei uscite, pubblicata dalla DC Comics. Il ritorno del Cavaliere Oscuro (1988), un fumetto mensile composto da 4 volumi, divenuto fin da subito un successo. In un'edizione speciale del volume di Miller, ha contribuito a creare lo slang futuristico utilizzato da Carrie Kelley e dagli altri personaggi.
Successivamente, Varley ha anche colorato altri libri di Miller, tra cui Il Cavaliere Oscuro colpisce ancora, 300, Elektra vive ancora, Big Guy e Rusty the Boy Robot (con i disegni di Geof Darrow), così come una serie di copertine per l'edizione statunitense di Lone Wolf and Cub. Ha inoltre colorato i fondali per il film di 300 (2007), prodotto da Frank Miller.

## Premi
Varley ha ricevuto vari riconoscimenti nel corso della sua carriera, in particolare nel 1999 ha vinto il Premio Harvey, il Premio Eisner e il Buyer's Guide Awards per la Colorista preferita. (Ha anche vinto il premio CBG nel 1986 e nel 2000).